# The Adventures of Tintin: The Secret of the Unicorn (computerspel)
The Adventures of Tintin: The Secret of the Unicorn is een computerspel uit 2011 uitgegeven door Ubisoft. Het spel is beschikbaar voor de Xbox 360, PlayStation 3, Wii, Nintendo 3DS en mobiele telefoons.
Het spel is gebaseerd op de gelijknamige film The Adventures of Tintin: The Secret of the Unicorn. Het spel bevat een ander plot dan de film, maar is in grote lijnen hetzelfde: Kuifje vindt op een rommelmarkt een miniatuur van het 17-eeuwse oorlogsschip De Eenhoorn en onderzoekt het mysterie van dit schip. Het spel is een side-scrolling platformspel met kleine puzzels.
Er is een co-op-versie van het spel waarin de speler naast Kuifje ook Bobbie, Kapitein Haddock, Jansen en Janssen, Bianca Castafiore en Sir Francois Haddocque kan besturen.

## Ontvangst
| Beoordeeld door                | Platform     | Datum            | Score |
| ------------------------------ | ------------ | ---------------- | ----- |
| Common Sense Media             | Xbox 360     | december 2011    | 80%   |
| Console Monster                | Xbox 360     | 7 november 2011  | 71%   |
| newbreview.com                 | Wii          | 31 oktober 2011  | 70%   |
| newbreview.com                 | Xbox 360     | 31 oktober 2011  | 70%   |
| Canadian Online Gamers Network | Xbox 360     | 14 december 2011 | 68%   |
| Everyeye.it                    | Nintendo 3DS | 4 november 2011  | 65%   |
| Xbox360Achievements            | Xbox 360     | 28 oktober 2011  | 56%   |
| Jeuxvideo.com                  | Xbox 360     | 20 oktober 2011  | 50%   |
| Gamekult                       | Wii          | 21 oktober 2011  | 40%   |
| WiiDSFrance                    | Nintendo 3DS | 15 november 2011 | 30%   |